# Cimetière boisé de Berlin-Zehlendorf
Le cimetière boisé de Berlin-Zehlendorf (Waldfriedhof Berlin-Zehlendorf) est un cimetière boisé berlinois situé comme son nom ne l'indique pas à Berlin-Nikolassee. Construit dans l'immédiate après-guerre, il est remarquable par sa superficie de 375 794 m² où reposent environ 40 000 défunts, dont 44 dans des tombes d'honneur. Willy Brandt ou Ernst Reuter y sont notamment inhumés.
La partie septentrionale du cimetière est conçue en 1945 et aménagée entre 1946 et 1947 par l'architecte-paysagiste Herta Hammerbacher. Un agrandissement a lieu entre 1948 et 1954 aménagé par le paysagiste Max Dietrich. Le cimetière était localisé sur une ancienne pinède vieille de 50 ans qui a été partiellement éclaircie. Il subsiste de nombreux arbres en plus des pins comme des chênes, des sorbiers ou des bouleaux. 
Une partie de la zone funéraire est consacrée au mémorial pour les soldats italiens morts pendant la Seconde Guerre mondiale.

## Tombes célèbres

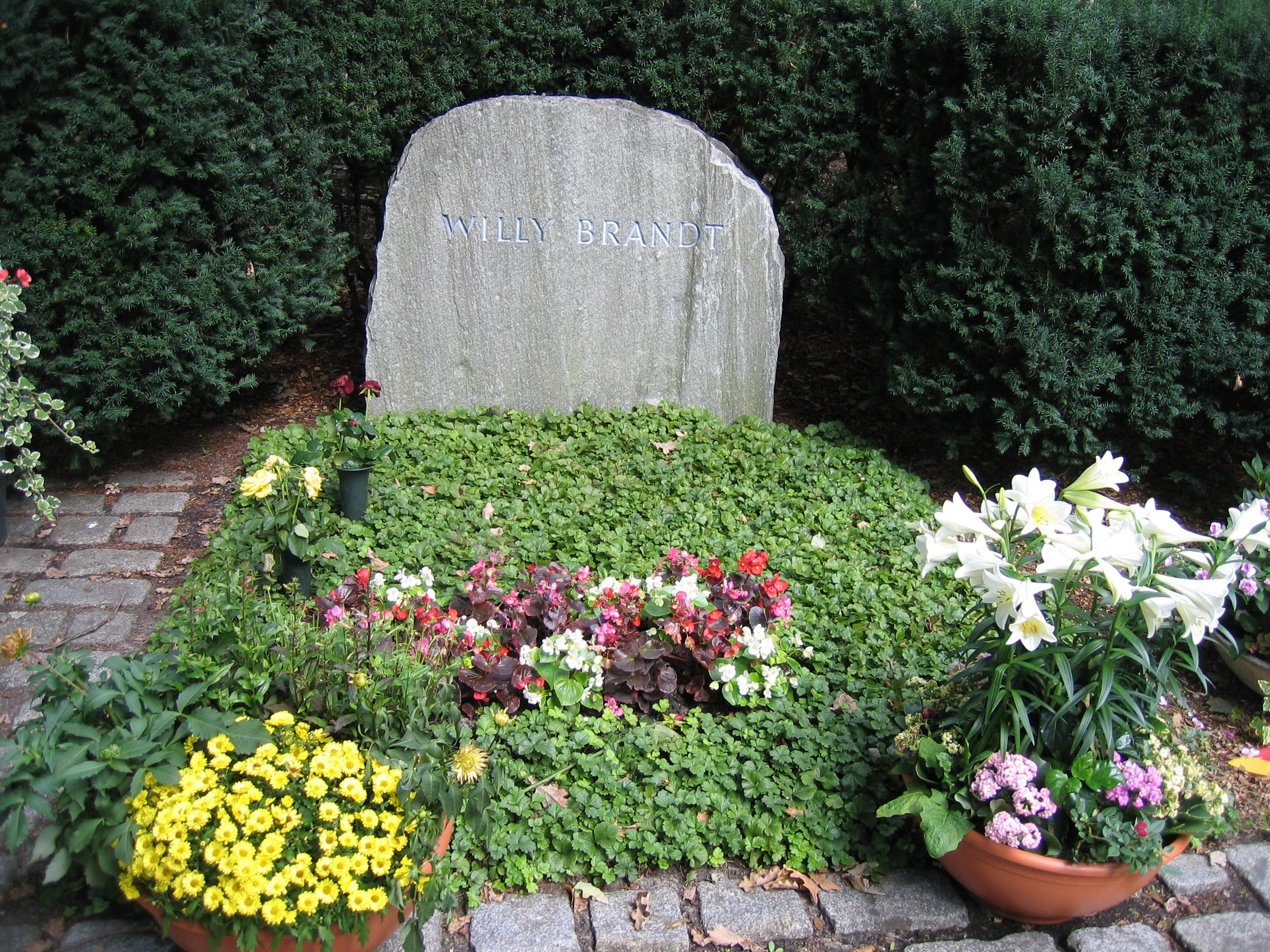
Tombe de Willy Brandt.

- Boleslaw Barlog (1906-1999), réalisateur et metteur en scène
- Hans Beirer (1911-1993), chanteur d'opéra
- Gerhard Bienert (1898-1986), acteur
- Günther Birkenfeld (1901-1966), écrivain
- Boris Blacher (1903-1975), compositeur
- Peter Bloch (1900-1984), homme politique
- Rut Brandt (1920-2006), écrivain
- Willy Brandt (1913-1992), homme politique et chancelier fédéral de 1969 à 1974
- Fritz Genschow (1905-1977), acteur
- Martin Held (1908-1992), acteur et doubleur
- Hermann Henselmann (1905-1995), architecte et homme politique
- Helmut Käutner (1908-1980), acteur et réalisateur
- Jakob Kaiser (1888-1961), homme politique
- Gustav Klingelhöfer (1888-1961), homme politique
- Hildegard Knef (1925-2002), actrice, chanteuse et compositrice
- Julius Leber (1891-1945), homme politique, Résistant
- Paul Löbe (1875-1967), homme politique
- Wolfgang Menge (1924-2012), journaliste
- Marga Meusel (1897-1953), résistante au nazisme
- Bruno Paul (1874-1968), architecte
- Erwin Piscator (1893-1966), metteur en scène
- Dorothee Poelchau Ziegele (1902-1977), résistante contre le nazisme
- Gerhart Pohl (1902-1966), écrivain
- Erik Reger (1893-1954), écrivain
- Ernst Reuter (1889-1953), bourgmestre-gouverneur de Berlin
- Ernst Ruska (1906-1988), physicien
- Ulrich Schamoni (1939-1998), réalisateur
- Hans Scharoun (1893-1972), architecte
- Walter Scheel (1919-2016), homme politique
- Wolfdietrich Schnurre (1920-1989), écrivain
- Klaus Schütz (1926-2012), homme politique
- Otto Suhr (1894-1957), bourgmestre-gouverneur de Berlin
- Wolfgang Zeller (1893-1967), compositeur